# David Hendrik Havelaar
David Hendrik Havelaar (Rotterdam, 19 november 1852 – aldaar, 21 september 1918) was een Nederlands ingenieur, waterbouwkundige en politicus.
Deze zoon van de makelaar Pieter Havelaar ging in Delft studeren waarna hij in 1876 zijn ingenieursloopbaan begon als aspirant-ingenieur bij de Waterstaat en 's Lands Burgerlijke Openbare Werken in Nederlands-Indië. Hij werkte aan projecten op onder andere Sumatra en nadat de haven van Tandjong Priok (op Java nabij Batavia; het huidige Jakarta) klaar was werd hij belast met het beheer van de wegen daar. Als hoofdingenieur kwam hij rond 1892 terug naar Nederland waar hij de opdracht kreeg voor het ontwerpen van een verbreding en verdieping van het Saramacca-kanaal in Suriname waarvoor hij in 1893 vijf maanden in Suriname verbleef waarna hij terugkeerde naar Nederlands-Indië.
In 1896 ging hij opnieuw naar Suriname; dit keer om leiding te geven aan de uitvoering van het project betreffende het Saramacca-kanaal. Dat jaar werd hij benoemd werd tot waarnemend chef van het bouwdepartement in Suriname. In 1899 werd Havelaar buitengewoon lid van de Raad van Bestuur van Suriname, waarna hij lid en uiteindelijk ondervoorzitter werd. De gouverneur van Suriname was automatisch voorzitter van deze raad. Toen gouverneur C. Lely, later vooral bekend van de Zuiderzeewerken, terugkeerde naar Nederland en zijn opvolger A.W.F. Idenburg nog niet in Suriname was aangekomen, was Havelaar in 1905 enkele maanden waarnemend Gouverneur van Suriname.
In 1906 keerde Havelaar terug naar zijn geboortestad waar hij in februari 1907 als liberaal gekozen werd in de gemeenteraad en vanaf juni 1910 wethouder voor de gemeente-bedrijven was. Vanwege gezondheidsproblemen diende hij in februari 1917 zijn ontslag als wethouder in. Met zijn gezondheid kwam het niet meer goed en anderhalf jaar later overleed hij op 65-jarige leeftijd in de nacht van 21 op 22 september. Omdat het onduidelijk is hoe laat hij overleed melden sommige bronnen "21 september" en andere bronnen "22 september" als zijn overlijdensdatum.
- Nederlandse Thesaurus van Auteursnamen: 074756168
- Virtual International Authority File: 290941829
- WorldCat: E39PBJhmDRmqHXJRKvB748dbBP